# Параден, Гильом
Гильом Параде́н (1510, Кюизо — 1590, Боже, Рона) — французский церковный историк из Божоле, монах.
Происходил из бургундской семьи, с юности выбрал церковную карьеру. В 1545 году стал каноником в Божоле и в 1554 году деканом капитула. Другие подробности его жизни известны мало.
Интересовался историей, написал и издал ряд работ на французском и латинском языках. В частности, в 1573 году им была опубликована работа «Mémoires de l’Histoire de Lyon» Себастьяна Грифа (фр. Sébastien Gryphe); при подготовке этого издания он активно пользовался рукописью «Lugdunum Priscum» авторства Клода Беллевре (фр. Claude de Bellièvre (échevin)). Ему принадлежат «De antiquo statu Burgundiae» (Лион, 1542), хроники истории Савойи, Бургундии, Нидерландов, нравоучительные сочинения, эпиграммы на латыни, неопубликованный дневник о своей жизни. Сочинения Парадена уже в XIX веке подвергались критике как исторически недостоверные.